# Antonio Gori
Antonio Gori (Venezia, ...) è un librettista e poeta italiano.
Contemporaneo e rivale di Carlo Goldoni nel periodo in cui quest'ultimo lavorò per la Famiglia Grimani, operò essenzialmente come poeta per i teatri della sua città, firmando alcuni dei testi con lo pseudonimo Goanto Rinio (una sciarada alterna di cognome e nome).
Secondo alcuni studiosi, il contatto con Antonio Gori sarebbe stato particolarmente formativo per il giovane Goldoni, che stava iniziando a prendere coscienza del ruolo dello scrittore per la scena. 
Tra i componimenti di Gori, assume un certo valore l'intermezzo Momoletta, il più lungo e articolato dell'autore, nonché uno degli ultimi per i comici di Giuseppe Imer, in quanto presenta tracce di una drammaturgia veneziana già abbastanza matura, che accosta all'elaborazione dei travestimenti e all'espediente metateatrale del mondo nuovo, scenette domestiche che sembrano farci pregustare addirittura il Goldoni maggiore. Nello stesso e in altri intermezzi non mancano neanche i riferimenti alla cultura alta, una non scontata versatilità linguistica e un'attenzione alle didascalie che prova una funzionale conoscenza della pratica scenica da parte dell'autore.
Nei suoi Mémoires, Goldoni recriminò  il presunto furto del suo primo intermezzo (La cantatrice, riedito con il titolo di La Pelarina) da parte di Gori, non tanto per la paternità del testo, quanto come rivendicazione della primogenitura della commedia di carattere, i cui prodromi sono evidenti nell'intermezzo in questione

## Libretti
(elenco parziale)
- Le metamorfosi odiamorose in Birba trionfale nelle gare delle terre amanti (dramma, 1732, Teatro San Samuele di Venezia); musica: Salvatore Apolloni
- Momoletta (intermezzo in tre parti, 1734[6])
- Il conte Copano (intermezzo, in collaborazione con Giuseppe Imer, 1734, Venezia); musica: Giacomo Maccari
- Il Cajetto (dramma per musica, Carnevale del 1746, Teatro San Girolamo di Venezia[7]); musica: Ferdinando Gasparo Bertoni
- La vanità delusa, (dramma giocoso, Carnevale del 1748, Teatro San Moisè di Venezia[8])
- La partenza fortunata (divertimento scenico, Carnevale del 1748, Teatro San Moisè di Venezia;  musica: autori diversi[9]
- L'isola d'amore (farsa, Carnevale del 1752, Teatro San Moisè  di Venezia); musica: Antonio Sacchini